# Nickenich
Nickenich, Neekenesch auf Nickenicher Platt, ist eine Ortsgemeinde im Landkreis Mayen-Koblenz in Rheinland-Pfalz. Sie gehört der Verbandsgemeinde Pellenz an.

## Lage
Nickenich liegt in unmittelbarer Nähe zum Laacher See (drei Kilometer Luftlinie von der Ortsmitte), sieben Kilometer von Andernach entfernt.

## Geschichte
Archäologischen Funden zufolge war Nickenich vor weit über 2000 Jahren Siedlungsplatz der Kelten (Tumulus-Grabmalfund, Brandgräber und Urnen im Ortsbereich). Spuren aus der keltischen Siedlungsperiode wurden noch 1993 und 1994 vom Landesamt für Denkmalpflege Rheinland-Pfalz in Mainz in der Nickenicher Gemarkung „auf dem Hönsenacker“ entdeckt und freigelegt. Der keltischen Siedlungsperiode folgten etwa um 50 v. Chr. die Römer. In einer Urkunde vom 5. Mai 1069, in der Papst Alexander II. eine Schenkung Bischof Odos von Toul (1052–1069) über ein Viertel der Nickenicher Eigenkirche mit 400 Morgen Land an das Kloster St. Salvator in Toul bestätigt, wurde Nickenich als Nethenis erstmals erwähnt. Auch eine Herleitung aus dem Festlandkeltischen wird in Erwägung gezogen. So soll zur Zeit der Kelten und Römer die Siedlung aus Villen und Höfen „NIGIDIACUM“ (lateinische Form aus keltisch „NIGIDIACOS“) geheißen haben und so viel wie „Siedlung des NIGIDIUS“ bedeuten, ähnlich wie Andernach aus „ANTUNNACUM“ (keltisch „ANTUNNACOS“). Nach dem Weggang der Römer siedelten die Franken in der Region.
Seit dem 12. Jahrhundert ist die Existenz von Nickenich beinahe lückenlos als Ort nachgewiesen. Große Ritterfamilien und hochgestellte Persönlichkeiten lebten hier, zum Beispiel die Ritter Gramann von Nickenich (1373–1518) und die Ritter von Nickenich, später Ritter von dem Weiher zu Nickenich nach der Belehnung des Weiherhofs.
Um 1332 erfolgte die Gründung des Kartäuserklosters St. Alban in Konz. Der kurtrierische Lehnshof (ehemaliger Karthäuserhof (Zehnthof) mit Gebäuden von 1755) war seinerzeit im Besitz des Rittergeschlechts der Winkel von Nickenich. Nach Erlöschen des Rittergeschlechtes wurde er 1340 vom Erzbischof und Kurfürsten von Trier, Balduin von Luxemburg, dem Kloster St. Alban übertragen.
Die ältesten urkundlich bezeugten Schreibweisen für Nickenich sind: Nikedich (1163), Nekedich, Neckendich (15. Jahrhundert).
Bevölkerungsentwicklung
Die Entwicklung der Einwohnerzahl von Nickenich, die Werte von 1871 bis 1987 beruhen auf Volkszählungen:
| Jahr | Einwohner |
| ---- | --------- |
| 1815 | 778       |
| 1835 | 1.086     |
| 1871 | 1.315     |
| 1905 | 1.548     |
| 1939 | 1.931     |

| Jahr | Einwohner |
| ---- | --------- |
| 1950 | 2.185     |
| 1961 | 2.451     |
| 1970 | 2.893     |
| 1987 | 3.219     |
| 1997 | 3.549     |

| Jahr | Einwohner |
| ---- | --------- |
| 2005 | 3.722     |
| 2011 | 3.663     |
| 2017 | 3.642     |
| 2023 | 3.663     |

## Politik

### Gemeinderat
Der Gemeinderat in Nickenich besteht aus 20 Ratsmitgliedern, die bei der Kommunalwahl am 9. Juni 2024 in einer personalisierten Verhältniswahl gewählt wurden, und dem ehrenamtlichen Ortsbürgermeister als Vorsitzendem.
Die Sitzverteilung im Gemeinderat:
| Wahl | CDU | WAV * | WGG ** | Gesamt   |
| ---- | --- | ----- | ------ | -------- |
| 2024 | 9   | 9     | 2      | 20 Sitze |
| 2019 | 9   | 11    | –      | 20 Sitze |
| 2014 | 8   | 12    | –      | 20 Sitze |
| 2009 | 8   | 12    | –      | 20 Sitze |
| 2004 | 8   | 12    | –      | 20 Sitze |

### Bürgermeister
Detlev Leersch (CDU) wurde 2018 Ortsbürgermeister von Nickenich. Bei der Direktwahl am 26. Mai 2019 wurde er mit einem Stimmenanteil von 83,00 % und am 9. Juni 2024 als einziger Bewerber mit 76,2 % jeweils für fünf Jahre in seinem Amt bestätigt.
Vorgänger von Leersch war Gottfried Busch (WAV), der nach 26 Jahren im Amt am 17. Mai 2018 völlig überraschend verstarb.

### Wappen
| Wappen von Nickenich | Blasonierung: „In Silber drei rote Rauten über einem grünen Ring.“ |
| Wappen von Nickenich | Wappenbegründung: Die drei Rauten sind dem Wappen der Ritter zu Nickenich (~ 1160–1616; seit ~ 1400 Ritter von dem Weiher zu Nickenich) entnommen, der Ring steht für St. Arnulf, Bischof von Metz. |

### Gemeindepartnerschaften
Partnergemeinde ist Montfort-l’Amaury (Île-de-France) in Frankreich seit 1973.

## Kultur und Sehenswürdigkeiten

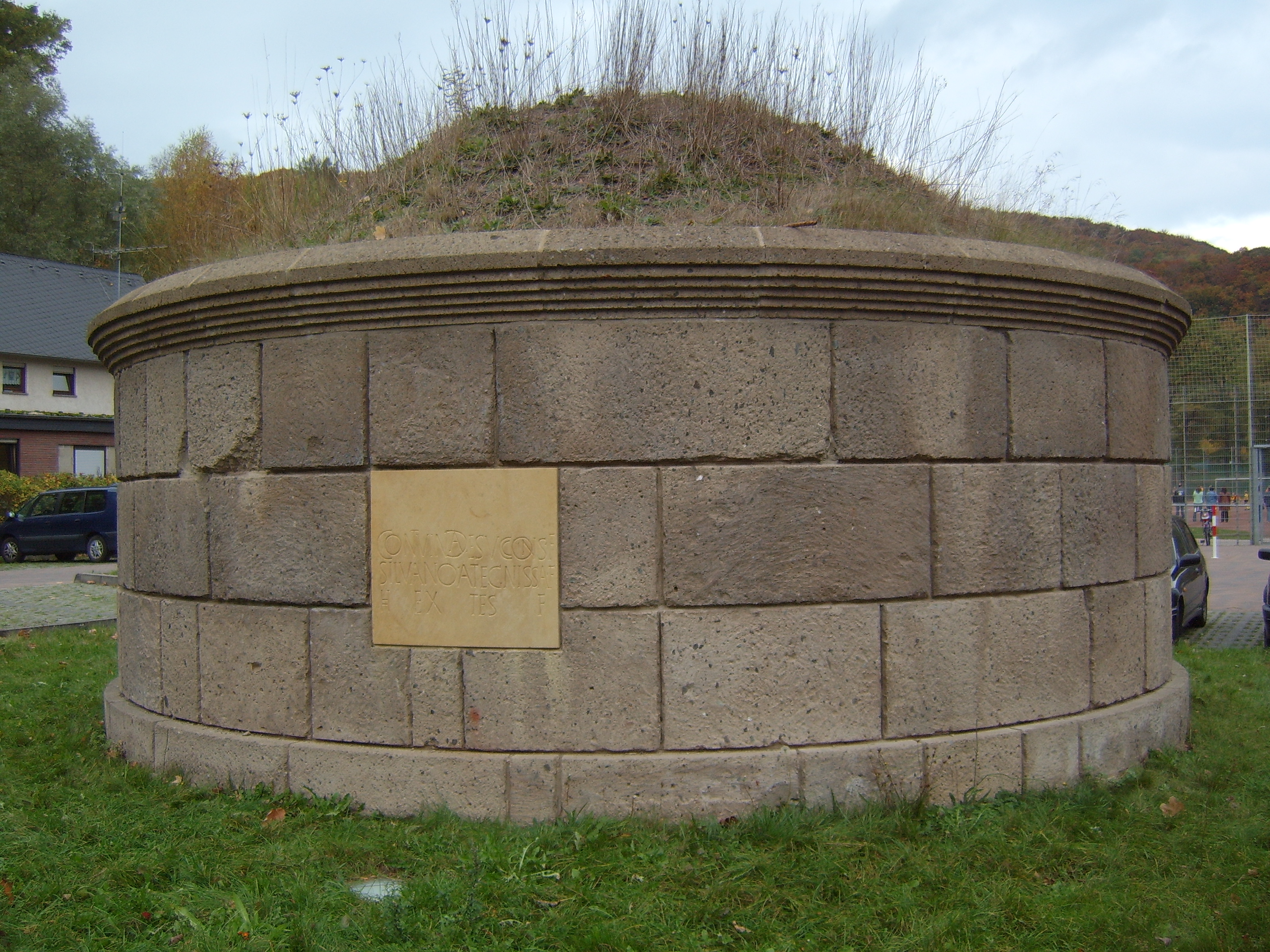
Tumulus von Nickenich

Von 1981 bis 2023 verfügte der Ort über das Pellenz-Museum für Archäologie, das zunächst in Räumen der Grundschule Nickenich untergebracht war. Von 2002 beherbergte es in einem Teil des früheren Karthäuserhofs (Zehnthof des ehemaligen Karthäuserklosters St. Alban) Funde zur Vor- und Frühgeschichte sowie zur Römerzeit. Das Pellenzmuseum ist dauerhaft geschlossen, die Ausstellung ist nunmehr in den Räumen der Barmherzigen Brüder in Saffig untergebracht.
Am westlichen Ortsrand an der Laacher Straße wurde ein gallo-römisches Grabmal aus dem 1. Jahrhundert n. Chr., der sogenannte „Tumulus von Nickenich“, als Rekonstruktion wieder aufgebaut.

### Kirche

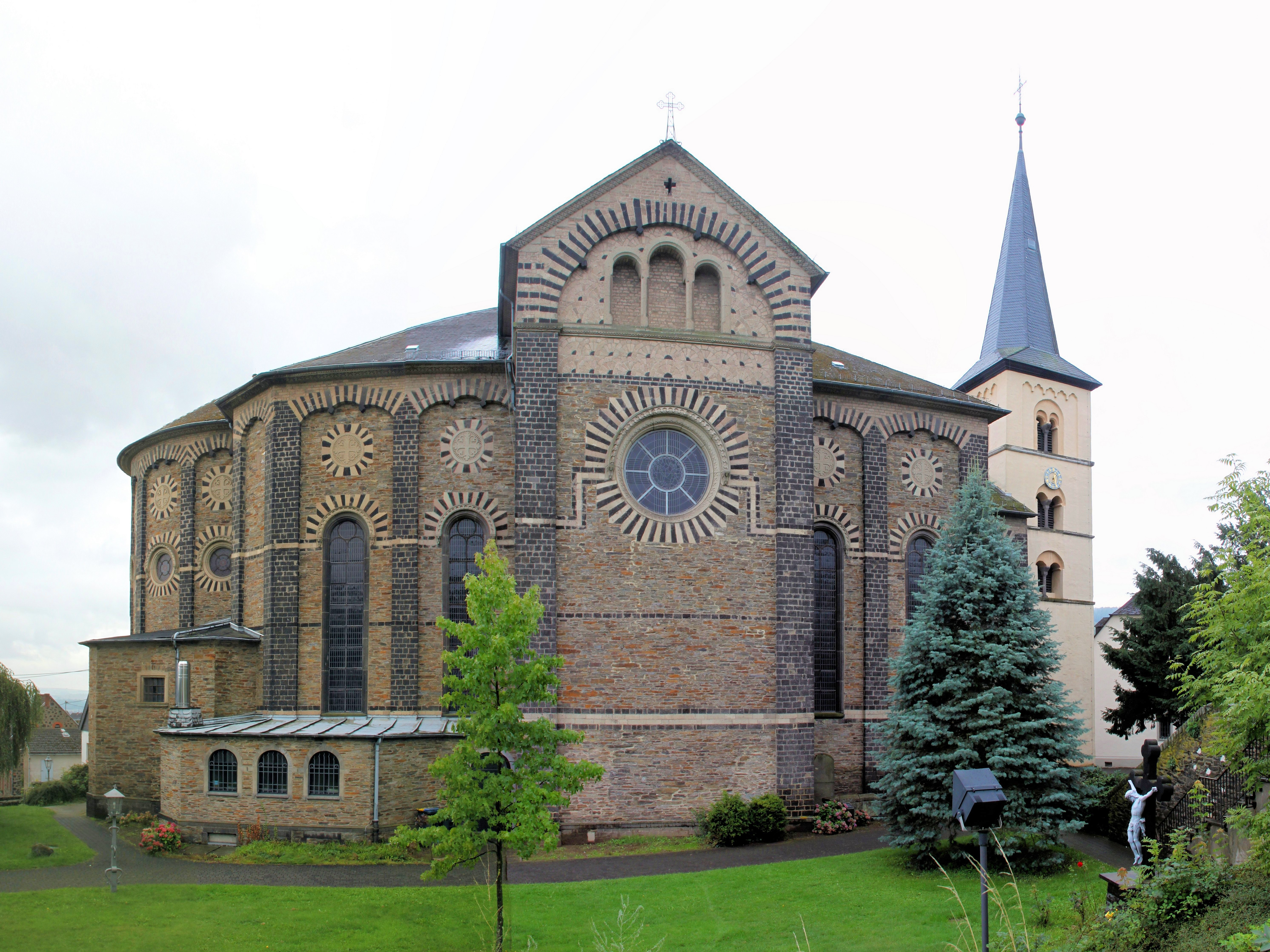
Pfarrkirche St. Arnulf

Von der um 1200 auf den Resten einer römischen Villa errichteten Pfarrkirche (1842 abgerissen) hat sich der romanische Turm erhalten. Die heutige Pfarrkirche wurde von Johann Claudius von Lassaulx geplant. 1848 fertiggestellt und ist Arnulf von Metz geweiht. Sie zeichnet sich stilistisch ebenso durch Merkmale des Klassizismus wie der frühen Neoromanik aus und gilt, nicht zuletzt durch die außenseitig vielfältig miteinander kombinierten regionalen Natursteine, als ein Hauptwerk von Lassaulx. Im September 2005 wurde die Renovierung des Innenraums abgeschlossen, Säulen und Decke sind nun mit Ornamenten geschmückt. Auf Grund ihrer Größe im Vergleich zu den anderen Kirchen in der Umgebung wird sie auch Pellenzdom genannt.

## Vereine
Eine alte Schützenbruderschaft ist in Nickenich beheimatet: Die St. Sebastianus Bruderschaft und Schützengilde 1742 e. V. Nickenich. Am 25. Mai des Jahres 1742 gründete der wohlehrsame und achtbare Bürger Anthon Eltzer, Sendscheffe und Verwalter freyherrlicher Burg von Bürresheim dahier zu Nickenich die Bruderschaft mit dem vornehmlichen Ziel, das Fest des heiligen Märtyrers Sebastianus in Nickenich feierlich zu begehen, und dass auf dessen Fürbitten alle Seuchen und Krankheiten am Leibe und der Seele von allen sich der Bruderschaft einverleibenden Brüder und Schwesteren ferngehalten werden. Dazu verfügt der Ort über ein reges Vereinsleben, über 35 Vereine sind im Ort vertreten.

## Persönlichkeiten des Ortes
- Heinrich II. von Laach (1050–1095), Pfalzgraf bei Rhein, Burgherr von Burg Laach, Stifter der Abtei Maria Laach
- Richard Gramann von Nickenich (1450–1513), Rechtsgelehrter, Professor und Rektor an der Universität Trier
- Hedwig von Are bewohnte im 12. Jahrhundert das Schloss bzw. die Burg zu Nickenich.
- Heinrich Ferdinand von der Leyen zu Nickenich (1639–1714), Dompropst in Mainz, Chorbischof in Trier
- Bertha Gumprich (1832–1901), Köchin und Fachbuchautorin
- Carl Wilkes (1895–1954), Landesoberarchivrat in Düsseldorf, Verfasser des Heimatbuchs Nickenich in der Pellenz (1925)[13]
- Friedrich Breitbach (1897–1991), Oberbürgermeister von Trier
- Werner Klein (1928–1985), Politiker (SPD)
- Helmut Schwarz (* 1943), Chemiker
- Rüdiger Klein (* 1958), Neurobiologe
- Stephan Ackermann (* 1963), Bischof von Trier
- Oliver Pagé (* 1971), ehemaliger Fußballprofi bei Bayer 04 Leverkusen und Dynamo Dresden
- Kai Kramosta (* 1984), Komiker und Autor